# Foetorepus paxtoni
Foetorepus paxtoni är en fiskart som först beskrevs av Hans W. Fricke 2000.  Foetorepus paxtoni ingår i släktet Foetorepus och familjen sjökocksfiskar. Inga underarter finns listade i Catalogue of Life.